# Louise Fusil
Louise Fusil, född 1771, död 1848, var en fransk skådespelare. Hon är känd för sina memoarer, som beskriver hennes liv under franska revolutionen.  Hennes memoarer skildrar hennes liv och skådespelarkarriär i Österrikiska Nederländerna, Skottland och Ryssland då hon levde i landsflykt undan revolutionen.

## Biografi
Louise Fusil var dotter till skådespelarna Henri Liard Fleury och Catherine Derufosse och sondotter till François Liard Fleury, skådespelare vid Théâtre-Français i Paris. Hon gifte sig med skådespelaren Claude Fusil, från vilken hon senare separerade. 
Fusil hade en medelmåttigt framgångsrik karriär och fick goda omdömen utan att för den skull tillhöra de mest berömda artisterna. Hon nämns 1791 som engagerad vid den kortlivade Théâtre des Beaujolais vid Rue Richelieu i Paris, där hon fick goda recensioner. Hon turnerade sedan i de Österrikiska Nederländerna, och engagerades senare i Skottland. Hon var sedan verksam i Ryssland fram till att hon 1812 återvände till Frankrike. Hon avled i fattigdom.

## Memoarer
Louise Fusils memoarer Souvenirs d'une actrice utgavs 1841. De blev populära och har fått beröm för sin underhållande stil, men också kritik, då de många intressanta historiska händelser de skildrar ofta har belagts med felaktigheter.